# Chengde
Chengde (chiń. 承德; pinyin Chéngdé), w przeszłości znane także pod mandżurską nazwą Dżehol/Jehol (chiń. 熱河; pinyin Rèhé) – miasto o statusie prefektury miejskiej we wschodnich Chinach, w prowincji Hebei, w górach Yan Shan, nad rzeką Re He, na północny wschód od Pekinu. W 2010 roku liczba mieszkańców miasta wynosiła 464 916. Prefektura miejska w 1999 roku liczyła 3 533 940 mieszkańców. Siedziba rzymskokatolickiej diecezji Chengde.
Chengde to uzdrowisko z gorącymi źródłami i znany ośrodek turystyczny. Zachowały się tu wpisane na listę światowego dziedzictwa UNESCO pozostałości po największych w Chinach ogrodach królewskich wraz z letnim pałacem dynastii Qing, a także zespół świątyń buddyjskich.

## Historia
Przez większą część swojej historii Chengde było niewielką mieściną. Rozwój miasta rozpoczął się dopiero w 1703 roku, kiedy cesarz Kangxi rozpoczął budowę letniego pałacu. W kolejnych latach Chengde pełniło funkcję siedziby rządu. Szczyt świetności miasta przypada na koniec wieku XVIII, tj. czasy rządów cesarza Qianlonga, wnuka Kangxi. Powstało tu wówczas wiele replik budowli mniejszości narodowych, w tym replika Pałacu Potala (oryginalna budowla znajduje się w Lhasie). Zamysłem cesarza było, aby wysłannicy innych narodów czuli się pewnie.
Współcześnie Chengde straciło na znaczeniu, a działania w czasie rewolucji kulturalnej doprowadziły do ruiny wiele tutejszych zabytków. Nierestaurowane pałace i świątynie zaczęły się rozsypywać, rozbito buddyjskie posągi, świątyniom zamurowano okna. Obecnie trwa stopniowa odbudowa historycznego kompleksu pod patronatem UNESCO.

## Zabytki

### Letni Pałac i ogrody królewskie
Letni Pałac Cesarski (避暑山庄, Bìshǔ Shānzhuāng) otoczony jest 10-kilometrowym murem i leży wśród kompleksu 590 ha zaniedbanych dziś ogrodów. Około 90% powierzchni ogrodów zajmują jeziora, wzgórza, lasy i równiny ze sporadycznie poustawianymi pawilonami widokowymi. W północnej części parku cesarze oglądali pokazy łucznictwa i jeździectwa, a także ogni sztucznych. Odbywały się tu też pikniki dla książąt mniejszości narodowych. Na terenach przypominających mongolskie stepy, stawiano nawet jurty.
Tuż przy głównej bramie znajduje się Zheng Gong (正宫, Zhèng Gōng; Pałac Frontowy), kryjący główną salę tronową oraz Salę Prostoty i Szczerości zbudowaną z drewna Phoebe nanmu. Działa tu muzeum, w którym obejrzeć można pamiątki po cesarzach, broń, stroje itp, a także kompletnie umeblowane sypialnie cesarskie.
Na północno-zachodnim brzegu stawu na obszarze parku stoi Yun Yu Lou (云雨楼, Yún Yǔ Lóu; Wieża Obłoków i Deszczu), w której znajdował się kiedyś gabinet cesarski.

### Świątynie
Osiem Świątyń Zewnętrznych (外八庙, Wàibā Miào), położonych poza obrębem murów w odległości 3–5 km od głównej bramy, powstało w latach 1750–1780. Większość z nich popadła w ruinę w czasie rewolucji kulturalnej, obecnie są odbudowywane. Całkowicie odbudowano świątynie Puren Si (溥仁寺, Pǔrén Sì) w stylu chińskim i Shuxiang Si (殊像寺, Shūxiàng Sì) w stylu szanghajskim. Inne ważniejsze świątynie w Chengde to: 
- Świątynia Doktryny Potaraka (普陀宗乘之庙, Pǔtuózōngchéngzhī Miào) jest największą świątynią w Chengde. Zbudowano ją jako miniaturę Pałacu Potala w Lhasie dla uczczenia sześćdziesiątych urodzin cesarza Qianlonga. Świątynia była również miejscem zgromadzeń religijnych i fortecą. Na dziedzińcu stoją kolumny z inskrypcjami chińskimi, tybetańskimi, mongolskimi i mandżurskimi.
- Świątynia Sumeru, Pomyślności i Długowieczności (须弥福寿之庙, Xūmífúshòuzhī Miào) wzorowana jest na świątyni w Xigazê. Została wzniesiona w mieszanym stylu chińsko-tybetańskim na cześć szóstego panczenlamy Lobsang Palden Yeshego, który gościł tu w 1781 roku. W najwyższej części znajduje się pawilon ze złoconymi smokami z miedzi przy krawędzi dachu, a z tyłu pagoda z glazurowanymi dachówkami.
- Świątynia Powszechnego Spokoju (普宁寺, Pǔnìng Sì) upamiętnia zwycięstwo cesarza Qianlonga nad Mongołami. Mieści wysoki na 22 metry drewniany posąg Guanyin - bogini miłosierdzia. Posąg ma 42 ramiona, w każdym ręku znajduje się oko i instrument muzyczny. Cała budowla wzniesiona jest w stylu tybetańskim.
- Świątynia Rozprzestrzeniającego się Pokoju (安远庙, Ānyuǎn Miào) jest wzorowana na Świątyni Gurza w Sinciangu. Zachował się tylko jeden pawilon ze zniszczonymi, buddyjskimi freskami.
- Świątynia Powszechnej Pomyślności (普乐寺, Pǔlè Sì) została wzniesiona w 1776 roku dla wysłanników podbitych narodów, m.in. Kazachów. W ostatnich latach została odnowiona. Na jej tyłach znajduje się Okrągły Pawilon, nawiązujący stylem architektonicznym do Świątyni Niebios w Pekinie.

## Podział administracyjny
Prefektura miejska Chengde podzielona jest na:
- 3 dzielnice: Shuangqiao, Shuangluan, Yingshouyingzikuang,
- miasto: Pingquan,
- 4 powiaty: Chengde, Xinglong, Luanping, Longhua,
- 3 powiaty autonomiczne: Fengning, Kuancheng, Weichang.

## Miasta partnerskie
- Kashiwa, Japonia
- Takasaki, Japonia
- Hrabstwo Dakota, Stany Zjednoczone
- Santo André, Brazylia

## Galeria

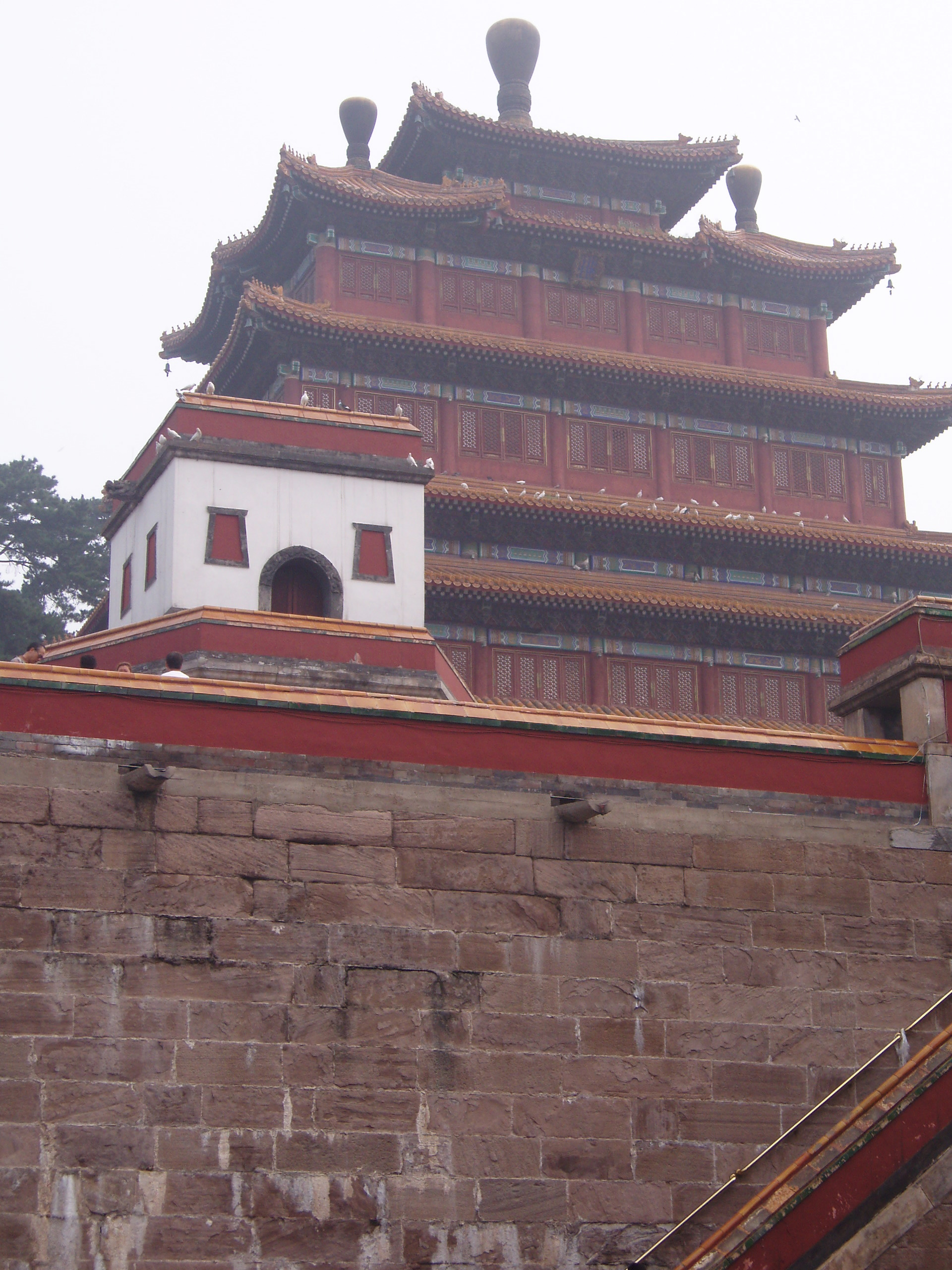
Świątynia Powszechnego Spokoju
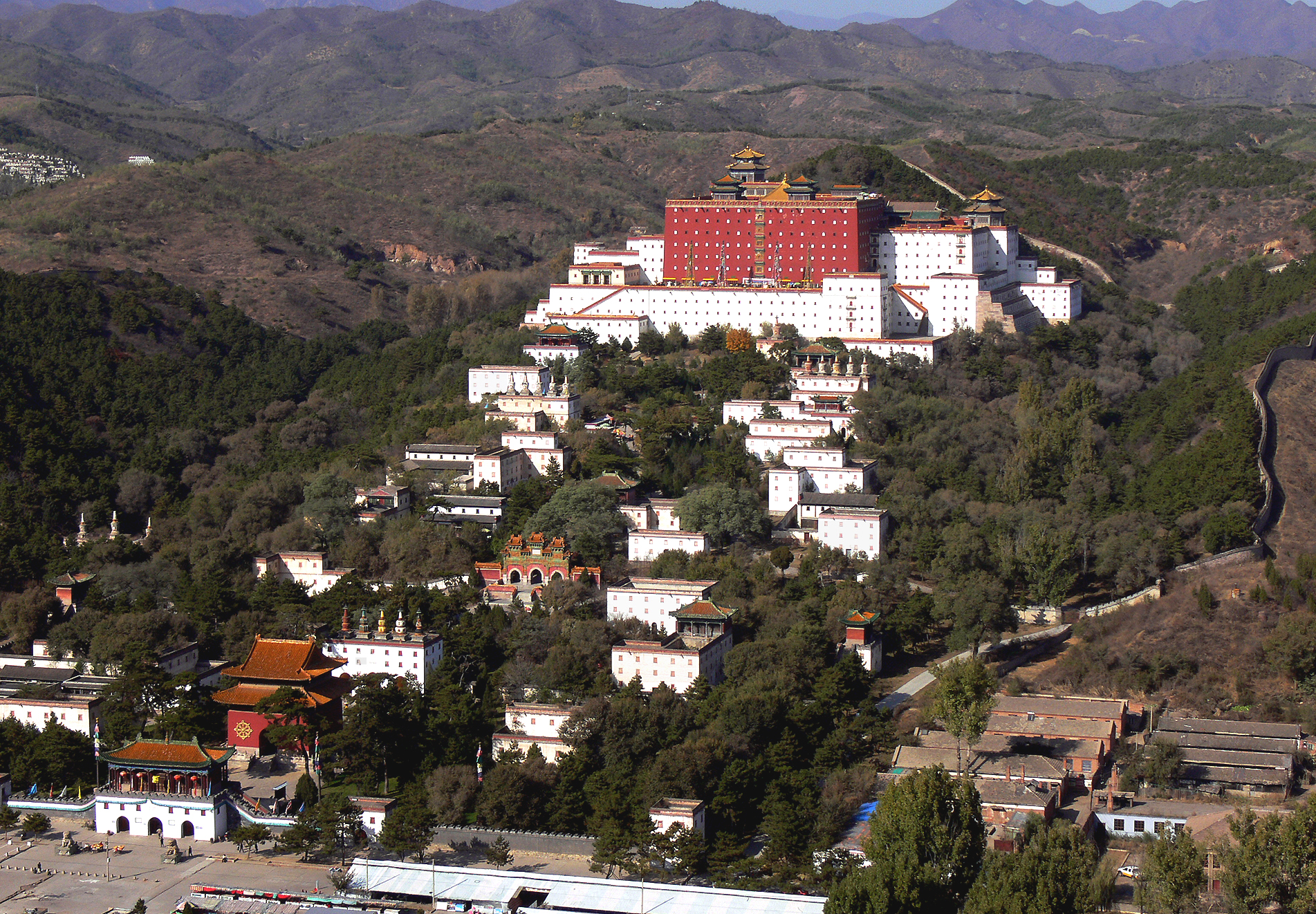
Świątynia Doktryny Potaraka
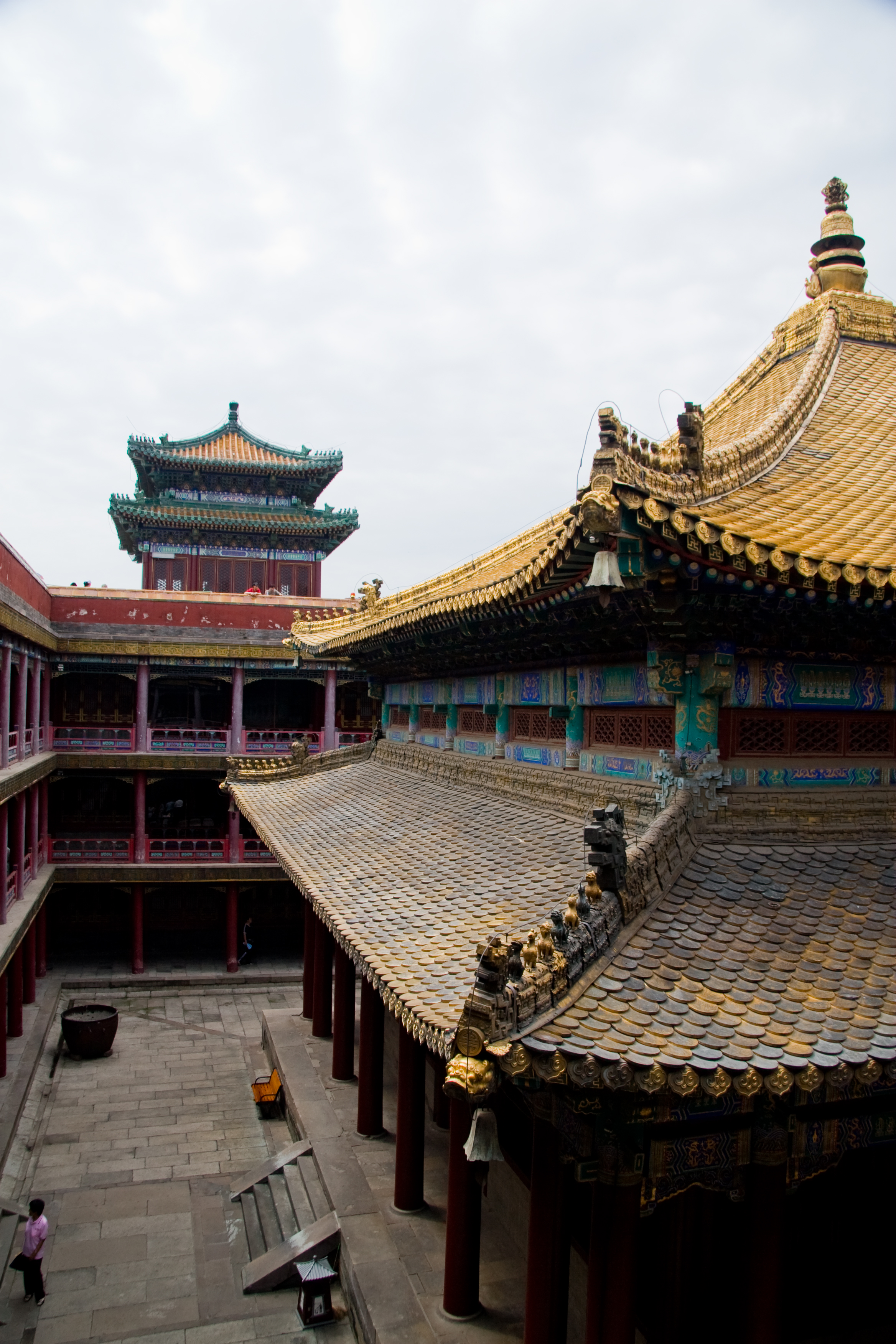
Świątynia Doktryny Potaraka
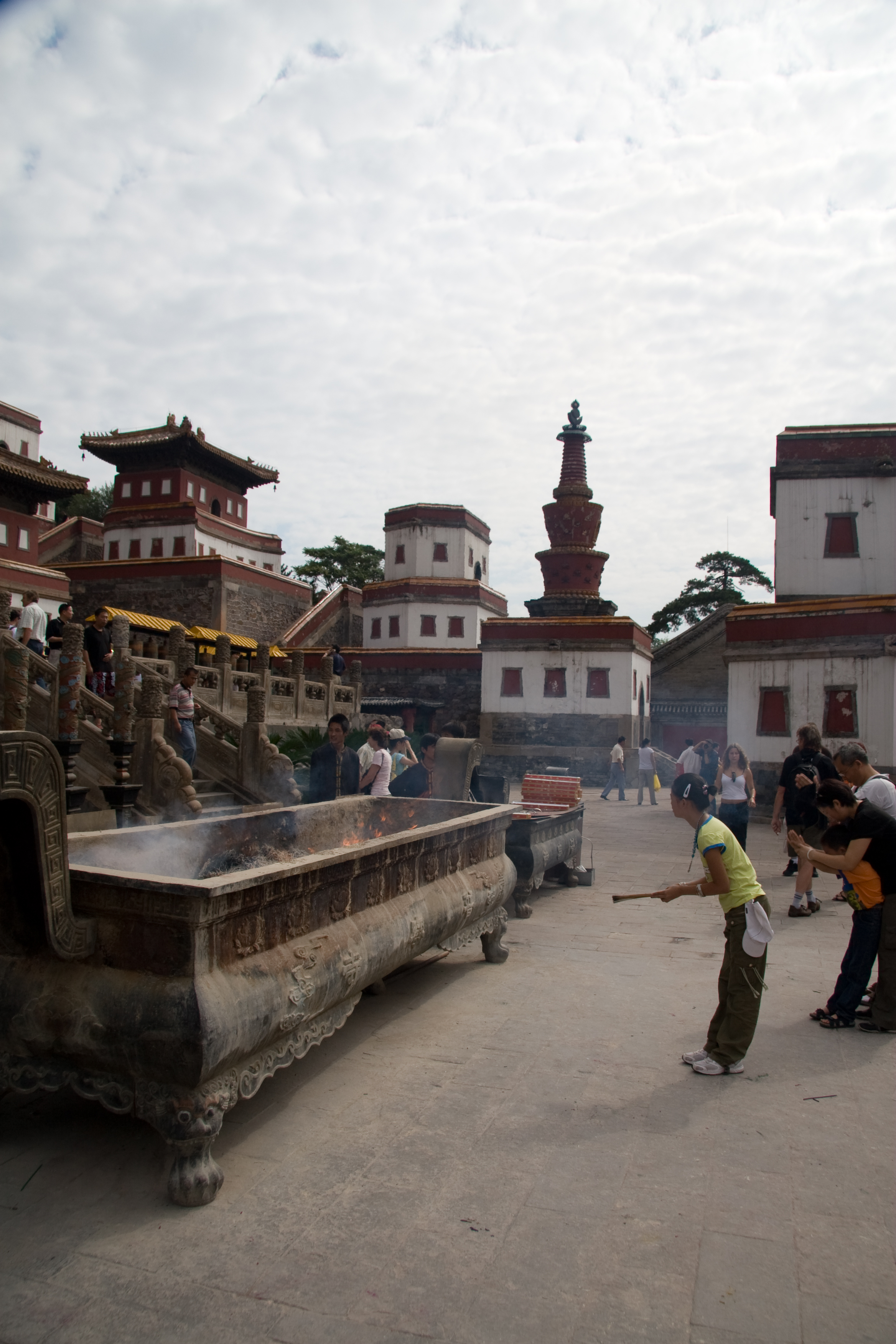
Architektura Chengde